# Новый экспериментальный театр
Волгоградский государственный Новый экспериментальный театр (НЭТ) — волгоградский драматический театр, расположенный в Центральном районе.

## История

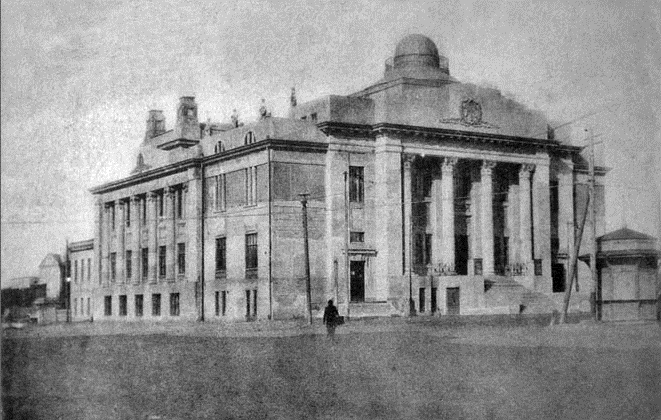
Дом Науки и искусства. Перед входом ещё отсутствуют львы. Нет фресок на торце здания

20 декабря 1915 года в Царицыне был открыт Дом науки и искусства, построенный на средства Царицынского купца Репникова. Зрительный зал вмещал 1100 человек, не считая малый зал. К парадному входу вела гранитная лестница, а внизу стояли белые скульптуры львов. Дом имел библиотеку-читальню, музыкальные классы, музей краеведения. Там же располагался любительский театральный кружок. К тому времени, как Дом науки и искусства был открыт, уже год как шла Первая мировая война. И вскоре здание было отдано под лазарет. В первые годы революции в здании помещался Царицынский Совет рабочих, крестьянских, солдатских и казачьих депутатов, а во время гражданской войны в нём располагался военный госпиталь. Только теперь здесь размещали раненых красноармейцев.
В октябре 1922 года в Доме науки и искусства открылся зимний театральный сезон. С 1933 года театр стал называться краевым драматическим театром имени Горького, в память о его приезде в город..
Во время Великой Отечественной войны театр был эвакуирован в Сызрань. Приказ о реэвакуации был выпущен 26 мая 1943 года, и уже в августе артисты вернулись в родной город. Во время Сталинградской битвы площадь Павших борцов стала местом ожесточённых боёв, и здание театра сильно пострадало, поэтому "драмтеатр" до ноября 1945 года работал в Бекетовке, затем семь лет в нынешнем здании музыкального театра (раньше его называли Дворцом физкультурников). 2 августа 1952 была закончена реконструкция драмтеатра. Центральный фасад здания существенно изменился: перед центральным входом появилась колоннада, увенчанная скульптурами. Однако исторический фасад здания сохранился, его можно увидеть зайдя внутрь колоннады. Театр отметил свое новоселье премьерой спектакля по пьесе Н. Погодина с очень символическим названием «Сотворение мира». Волгоградский драматический театр приобрел всесоюзную славу со спектаклями «Грозное оружие» (о последнем периоде жизни В. В. Маяковского), «Большой шаг» (о строительстве Волго-Донского канала), «Бег» (первая в мире постановка по пьесе М. Булгакова). Потом были столичные гастроли, присвоение Сталинской премии спектаклю «Совесть». На сцене театра шли пьесы А. П. Чехова, А. М. Горького, И. С. Тургенева, У. Шекспира, П. Кальдерона.
В конце 1961 года Сталинград был переименован в Волгоград, соответственно Сталинградский областной драматический театр стал Волгоградским.
В разное время здесь играли Иван Лапиков, Татьяна Доронина, Анатолий Равикович, Владимир Седов, Иннокентий Смоктуновский, Екатерина Мязина и другие. Работали режиссёры Фирс Шишигин, Иосиф Радун.
В 1988 году Волгоградский драматический театр был закрыт и труппа театра расформирована, что стало беспрецедентным событием в таком большом городе. Здание позже отдано Новому экспериментальному театру, его художественным руководителем стал Отар Джангишерашвили.

## Современность
В 1988 году Волгоградский драматический театр имени Горького был закрыт, а труппа театра расформирована. И это были трудные времена для театра. Ведь советская история не помнит аналогичного скандала: роспуска театра, да еще в Волгограде — городе с мировой известностью!
В этой беспрецедентной ситуации администрация Волгоградской области принимает решение: театру быть! Их внимание привлекает известный и авторитетный в театральных кругах страны художественный руководитель и главный режиссер Горьковского академического драматического театра им. М. Горького заслуженный деятель искусств РФ Отар Джангишерашвили. Он принимает предложение создать новый театр в Волгограде.
Премьера — шекспировская трагедия «Ромео и Джульетта» — была поставлена через несколько месяцев после создания театра. И сразу стала событием, о котором заговорили все! С первых шагов молодого коллектива проявилась его остро новаторская эстетическая программа, буквально взорвавшая затхлый консерватизм театральной практики своего времени. Отар Джангишерашвили, впервые в стране ставший художественным руководителем, главным режиссером и директором театра, провозгласил концепцию творческого эксперимента. Его основой стали стихия вольнодумства и тяготение к художественному синтезу, «помноженные» на верность традициям разных театральных школ: Станиславского и Таирова, Марджанишвили и Брехта.
Одной из принципиальных установок эстетической программы НЭТа было намерение вернуть волгоградских зрителей в мир театра, возродив тем самым некогда замечательные театральные традиции Волгограда, заложенные талантливыми режиссерами, работавшими в нашем городе — А. Покровским, Ф. Шишигиным. И Волгоградскому НЭТу это удалось!
Народный артист России Отар Джангишерашвили руководил Новым экспериментальным театром с 1988 по 2018 гг., до последнего оставаясь художественным руководителем и Учителем.
С ноября 2019 года директором Нового экспериментального театра стала Ангелина Манжина. С сентября 2023 года главным режиссером НЭТа является заслуженный артист РФ Андрей Курицын.
В составе актерской труппы НЭТа – одна народная артистка РФ, шесть заслуженных артистов РФ, один заслуженный работник культуры РФ. В творческом коллективе НЭТа – одиннадцать лауреатов Государственной премии Волгоградской области.
Общий репертуар театра включает 90 спектаклей, из них 51 – идет сегодня на сцене. В нем широко представлена классика зарубежной и отечественной театральной драматургии.

## Труппа
Народная артистка России:
- Алла Забелина;

Заслуженные артисты России:
Забелина Алла Владимировна,
Курицын Андрей Владимирович,
Мазур Игорь Анатольевич,
Симушин Сергей Валерьевич,
Артисты:
Забелина Алла Владимировна,
Курицын Андрей Владимирович,
Мазур Игорь Анатольевич,
Симушин Сергей Валерьевич,
Тополага Елена Ивановна,
Балагурова Анастасия Владимировна,
Блохин Олег Николаевич,
Блохина Светлана Ивановна,
Гнацинский Дмитрий Николаевич,
Гончарова Татьяна Александровна,
Гордеев Михаил Сергеевич,
Гордеева Дарья Александровна,
Жидков Алексей Николаевич,
Жидкова Анастасия Владимировна,
Завгороднев Кирилл Олегович,
Завгороднева Елена Сергеевна,
Койфман Виолетта Натановна,
Макаров Дмитрий Николаевич,
Мелешников Виталий Викторович,
Мелешникова Екатерина Владимировна,
Мидонов Вячеслав Викторович,
Румянцев Михаил Сергеевич,
Семенычева Юлия Денисовна,
Серов Павел Александрович,
Ситников Вадим Владимирович,
Татаров Артемий Игоревич,
Тимченко Ирина Сергеевна,
Тушев Андрей Сергеевич,
Тюфяков Евгений Александрович,
Филимонов Артем Игоревич,
Филиппов Алексей Александрович,
Фролова Анастасия Сергеевна,
Чекашкин Максим Павлович,
Работали в театре:
Антон Качурин, з.а. России Валерий Гурьев, Михаил Полосухин, Георгий Тополага, Ольга Вакало, Евгений Михайлович Мельмонт Дмитрий Быковский
Также за годы работы в Волгоградском Новом Экспериментальном Театре з.а. России Александром Николаевичем Таза были сыграны более 60 ролей.

## Награды
- Орден «Знак Почёта» (15 апреля 1980 года) — за заслуги в развитии советского театрального искусства[7].